# Onthophagus tarascus
Onthophagus tarascus là một loài bọ cánh cứng trong họ Bọ hung (Scarabaeidae).